# Ennearthron pruinosulum
Ennearthron pruinosulum – gatunek chrząszcza z rodziny czerwikowatych. Zamieszkuje palearktyczną Eurazję.

## Taksonomia
Gatunek ten opisany został po raz pierwszy w 1864 roku przez Édouarda Perrisa pod nazwą Cis pruinosulum.

## Morfologia
Chrząszcz o wydłużonym, walcowatym ciele długości od 1 do 1,9 mm. Ubarwienie ma ciemnobrązowe do czarnego z rdzawoczerwonymi czułkami, przednią krawędzią przedplecza i odnóżami. Wierzch ciała jest oprószony bardzo krótkimi łuskami. Głowa u samców jest niezmodyfikowana. Czułki zbudowane z dziewięciu członów, z których trzy ostatnie formują buławkę. Przedplecze jest płaskie, umiarkowanie gęsto punktowane i ma bardzo wyraźnie obrzeżone krawędzie, te boczne dość proste, w tylnej połowie równoległe, o obrzeżeniu widocznym patrząc od góry na całej długości. Pozbawione jest ono długich rzęsek na krawędziach przedniej i bocznych. Pokrywy są delikatnie, nieco nierównomiernie pomarszczone, dość gęsto i płytko punktowane, oprószone niewyraźnymi łuskami. Długość pokryw jest co najmniej półtorakrotnie większa niż ich wspólna szerokość. Golenie odnóży przedniej pary cechują się kątem zewnętrzno-wierzchołkowym ostrym lub przedłużonym w ząbek.

## Ekologia i występowanie
Owad saproksyliczny i ciepłolubny, związany głównie z lipami. Zasiedla południowe skraje lasów liściastych, przesieki, zbocza o południowej ekspozycji i stanowiska przydrożne. Bytuje w owocnikach hub, w tym skórnikowca szarobrązowego, powłocznicy lipowej, powłocznicy dębowej i żagwi, a także pod przegrzybioną korą, w chodnikach kornikowatych, zwłaszcza wgryzonia lipowca, w dziuplach, próchnowiskach i suchych gałęziach.
Gatunek palearktyczny, europejski, znany z Francji, Niemiec, Włoch, Polski, Czech, Słowacji i Węgier. Wszędzie jest rzadko spotykany, częściej na południu zasięgu niż na północy. W Polsce znany jest tylko z Puszczy Białowieskiej. Na „Czerwonej liście gatunków zagrożonych Republiki Czeskiej” umieszczony został jako gatunek krytycznie zagrożony wymarciem (CR).